# 김묵수
김묵수(金默壽, ? ~ ?)는 조선 영조 때의 시조시인이다. 김수장·김천택의 후배로 경정산 가단의 한 사람으로 시조 8수가 전하고 있다. 그의 시조 1편을 소개하면 다음과 같다.
촉제의 죽은 혼이 접동새 되야 잇셔
밤마다 슬피 울어 피눈물로 긋치는이
우리의 님 글인 눈물을 어늬 때에 긋칠고.